# Volkszählung in Brasilien 1980
Die Volkszählung in Brasilien 1980 (port.: Censo demográfico do Brasil de 1980, IX Recenseamento Geral do Brasil) war die neunte Volkszählung in der Geschichte Brasiliens und wurde vom brasilianischen Institut für Geographie und Statistik (Instituto Brasileiro de Geografia e Estatística – IBGE), der offiziellen Behörde für nationale Statistiken, durchgeführt.
Sie ergab, dass die Wohnbevölkerung Brasiliens 121.150.573 Personen betrug, was einem Anstieg von 28,2 % gegenüber den 94.508.583 Personen entspricht, die bei der Volkszählung 1970 gezählt wurden. Es war die erste Volkszählung in der Geschichte, bei der die brasilianische Bevölkerung die Zahl von 100 Millionen Einwohnern überschritt, und auch die erste, bei der die Mehrheit der Bevölkerung bereits in städtischen Gebieten lebte.
Die Volkszählung von 1980 war die fünfte der Reihe, die sich über einen Zeitraum von zehn Jahren erstreckte und ebenfalls vom IBGE durchgeführt wurde. Ihr Stichtag war der Zeitraum zwischen dem Abend des 31. August 1980 und dem Morgen des 1. September. Die Stichprobe dieser Volkszählung betrug 25 %, und der Slogan lautete „O Brasil que a gente conta“.
Die Volkszählung gab nicht nur Aufschluss über die nationale Bevölkerung, sondern auch über die Bevölkerung der 22 Bundesstaaten, 4 Territorien und 1 Bundesdistrikt (Distrito Federal), die zu diesem Zeitpunkt existierten.

## Vorbereitung

### Experimentelle Volkszählung
Die experimentelle Volkszählung zur Vorbereitung der Volkszählung von 1980 fand ein Jahr zuvor in Taubaté, im Landesinneren des Bundesstaates São Paulo, statt.

## Realisierung

### Gesetzliche Bestimmungen
Die Volkszählung 1980 wurde in Übereinstimmung mit den Bestimmungen des Gesetzes Nr. 5878 vom 11. Mai 1973, der Verordnung Nr. 74.084 vom 20. Mai 1974 und der Verordnung Nr. 84.221 vom 19. November 1979 durchgeführt.

### Innovationen
Die Zählung der Volkszählung wurde mit der Einführung des IBM 360/30-Computers, der die gesamte Zählung auf Magnetband aufzeichnete, weiter modernisiert und ermöglichte es, die alten Lochkarten zu ersetzen.

### Kontext
Bei der Volkszählung 1980 wurden die Merkmale von Einzelpersonen, Familien und Haushalten untersucht. Alle am Stichtag in Brasilien lebenden Personen wurden in die Zählung einbezogen, auch diejenigen, die vorübergehend nicht im Lande waren; auch die in FUNAI-Posten, religiösen Missionen oder anderen Gebieten lebende indigene Bevölkerung wurde in die Zählung einbezogen. Die einzigen Menschen, die nicht gezählt wurden, waren indigene Völker, die in isolierten Stämmen lebten und ihre primitiven Lebensgewohnheiten beibehielten.

## Bevölkerung nach Bundesstaaten
Bei der Aufschlüsselung der Bevölkerung nach Untergebieten (subdivisões) zeigte sich, dass der Bundesstaat São Paulo mit 25.375.199 Einwohnern weiterhin der bevölkerungsreichste des Landes ist, während das Território de Fernando de Noronha mit nur 1.266 Einwohnern das bevölkerungsärmste ist.
| Rang | Bundesstaaten                     | Bevölkerung (1970) | Bevölkerung (1980) | Wachstum in % |
| ---- | --------------------------------- | ------------------ | ------------------ | ------------- |
| 1    | São Paulo                         | 17.958.693         | 25.375.199         | 41,3          |
| 2    | Minas Gerais                      | 11.645.095         | 13.651.852         | 17,2          |
| 3    | Rio de Janeiro                    | 9.110.324          | 11.489.797         | 26,1          |
| 4    | Bahia                             | 7.583.140          | 9.597.393          | 26,6          |
| 5    | Rio Grande do Sul                 | 6.755.458          | 7.942.722          | 17,6          |
| 6    | Paraná                            | 6.997.682          | 7.749.752          | 10,7          |
| 7    | Pernambuco                        | 5.253.901          | 6.244.275          | 18,9          |
| 8    | Ceará                             | 4.491.590          | 5.380.432          | 19,8          |
| 9    | Maranhão                          | 3.037.135          | 4.097.231          | 34,9          |
| 10   | Goiás                             | 2.997.570          | 3.967.907          | 32,4          |
| 11   | Santa Catarina                    | 2.930.411          | 3.687.652          | 25,8          |
| 12   | Pará                              | 2.197.072          | 3.507.312          | 59,6          |
| 13   | Paraíba                           | 2.445.419          | 2.810.032          | 14,9          |
| 14   | Piauí                             | 1.734.894          | 2.188.150          | 26,1          |
| 15   | Espírito Santo                    | 1.617.857          | 2.063.679          | 27,6          |
| 16   | Alagoas                           | 1.606.174          | 2.011.875          | 25,3          |
| 17   | Rio Grande do Norte               | 1.611.606          | 1.933.126          | 20,0          |
| 18   | Amazonas                          | 960.934            | 1.449.135          | 50,8          |
| 19   | Mato Grosso do Sul                | 1.010.731          | 1.401.151          | 38,6          |
| 20   | Distrito Federal                  | 546.015            | 1.203.333          | 120,4         |
| 21   | Mato Grosso                       | 612.887            | 1.169.812          | 90,9          |
| 22   | Sergipe                           | 911.251            | 1.156.642          | 26,9          |
| 23   | Território de Rondônia            | 116.620            | 503.125            | 331,4         |
| 24   | Acre                              | 218.006            | 306.893            | 40,8          |
| 25   | Território do Amapá               | 116.480            | 180.078            | 54,6          |
| 26   | Território de Roraima             | 41.638             | 82.018             | 97,0          |
| 27   | Território de Fernando de Noronha | 1.313              | 1.266              | −3,6          |

## Bevölkerung nach Regionen
| Rang      | Große Regionen      | Bevölkerung (1970) | População (1980) | % Crescimento |
| --------- | ------------------- | ------------------ | ---------------- | ------------- |
| 1         | Região Sudeste      | 40.331.969         | 52.580.527       | 30,4          |
| 2         | Região Nordeste     | 28.675.110         | 35.419.156       | 23,5          |
| 3         | Região Sul          | 16.683.551         | 19.380.126       | 16,2          |
| 4         | Região Centro-Oeste | 4.629.640          | 7.003.515        | 51,3          |
| 5         | Região Norte        | 4.188.313          | 6.767.249        | 61,6          |
| Insgesamt | Brasilien           | 94.508.583         | 121.150.573      |               |